# Molon Khan
 (août 2016).
Si vous disposez d'ouvrages ou d'articles de référence ou si vous connaissez des sites web de qualité traitant du thème abordé ici, merci de compléter l'article en donnant les références utiles à sa vérifiabilité et en les liant à la section « Notes et références ».
Molon Khan (en mongol: Молон хаан; en Chinois: 摩倫汗), né Tögüs Mengke (en Chinois: 脫古思猛可), (1437–1466) est un khagan des Mongols de la Dynastie Yuan du Nord, il à regner de 1465 à 1466. Il était le fils ainé de Tayisun Khan.

## Biographie
Molon Khan succéda à son jeune frère Mahakörgis Khan en 1465 et il fut prophétisé "Par vous, le grand peuple retrouvera sa force dans l'ordre légal. Montez sur le trône en tant que Khaan". Mais il a connu le même sort que son jeune frère : faute de pouvoir réel, il a été tué par des nobles mongols en guerre qui se battaient pour la domination. Après sa mort, le poste de Grand Khan resta vacant pendant près d'une décennie alors que les clans mongols en guerre se battaient pour le pouvoir, et ce n'est qu'en 1475 que le khan suivant, Manduul Khan, l'oncle de Molon, fut couronné.